# Clemente Domenico Rospigliosi
Clemente Domenico Rospigliosi, II principe Rospigliosi e II duca di Zagarolo (Roma, 4 agosto 1674 – Roma, 5 novembre 1752), è stato un nobile italiano.

## Biografia
Figlio di Giovanni Battista Rospigliosi, I principe Rospigliosi e di Maria Camilla Pallavicini, e nipote di Caterina Banchieri Rospigliosi, Clemente Domenico nacque a Roma il 4 agosto 1674. Era pronipote di papa Clemente IX di cui portava il nome.
Vicino agli ambienti culturali della Roma dell'epoca, ancora giovanissimo lo scrittore romano Giuseppe Berneri gli dedicò il suo "Meo Patacca ouero Roma in feste ne i Trionfi di Vienna" nella prima edizione del 1695.
Alla morte di suo padre nel 1722 ne ereditò le sostanze ed i titoli di principe Rospigliosi e duca di Zagarolo. Nel 1736 acquistò una parte di quello che poi divenne noto come Palazzetto Boncompagni a Roma, in via del Corso, vivendo nel sontuoso palazzo ricevuto in eredità , il Palazzo Pallavicini Rospigliosi di Montecavallo (Quirinale).
Morì a Roma il 4 novembre 1752.

## Matrimonio e figli
Il 23 marzo 1713 a Napoli sposò Giustina Borromeo Arese (4 settembre 1691 - 21 marzo 1754), figlia del viceré di Napoli, Carlo Borromeo Arese, dalla quale ebbe i seguenti figli:
- Camillo (1715 - 1769), III principe Rospigliosi, III duca di Zagarolo, celibe
- Maria Caterina (24 novembre 1719 - 1770), sposò nel 1738 Francesco III Ignazio Gallio, VII duca d'Alvito
- Maria Giulia (15 maggio 1722 - 3 giugno 1750), sposò nel 1739 Raffaele Riario Sforza, IV duca Riario Sforza
- Giovanni Battista (1724 - 1784), IV principe Rospigliosi, IV duca di Zagarolo, sposò nel 1753 Eleonora Maria Caffarelli
- Maria Maddalena (14 luglio 1726 - 17 agosto 1807), sposò nel 1748 Pasquale Filomarino, IV duca della Torre
- Maria Vittoria (19 maggio 1728 - 31 dicembre 1757), sposò nel 1754 Pasquale Pinto y Mendoza, principe di Ischitella

## Albero genealogico
|                                                        |                     |                                | Genitori                     |  |  | Nonni |  |  | Bisnonni             |  |  | Trisnonni              |  |
|                                                        |                     |                                |                              |  |  |       |  |  | Girolamo Rospigliosi |  |  | Alessandro Rospigliosi |  |
|                                                        |                     |                                |                              |  |  |       |  |  | Girolamo Rospigliosi |  |  | Alessandro Rospigliosi |  |
|                                                        |                     | Eleonora Sozzifanti            |                              |  |  |       |  |  | Girolamo Rospigliosi |  |  |                        |  |
| Camillo Domenico Rospigliosi                           |                     |                                |                              |  |  |       |  |  | Girolamo Rospigliosi |  |  |                        |  |
|                                                        |                     | Maddalena Caterina Rospigliosi | Vincenzo Rospigliosi         |  |  |       |  |  |                      |  |  |                        |  |
|                                                        |                     | Maddalena Caterina Rospigliosi | Vincenzo Rospigliosi         |  |  |       |  |  |                      |  |  |                        |  |
|                                                        |                     | Maddalena Caterina Rospigliosi | Candida Panciatichi          |  |  |       |  |  |                      |  |  |                        |  |
| Giovanni Battista Rospigliosi, I principe Rospigliosi  |                     | Maddalena Caterina Rospigliosi |                              |  |  |       |  |  |                      |  |  |                        |  |
|                                                        |                     | Teodoro Cellesi                | …                            |  |  |       |  |  |                      |  |  |                        |  |
|                                                        |                     | Teodoro Cellesi                | …                            |  |  |       |  |  |                      |  |  |                        |  |
|                                                        |                     | Teodoro Cellesi                | …                            |  |  |       |  |  |                      |  |  |                        |  |
| Lucrezia Cellesi                                       |                     | Teodoro Cellesi                |                              |  |  |       |  |  |                      |  |  |                        |  |
|                                                        |                     | Caterina Vinta                 | Paolo Vinta                  |  |  |       |  |  |                      |  |  |                        |  |
|                                                        |                     | Caterina Vinta                 | Paolo Vinta                  |  |  |       |  |  |                      |  |  |                        |  |
|                                                        |                     | Caterina Vinta                 | …                            |  |  |       |  |  |                      |  |  |                        |  |
| Clemente Domenico Rospigliosi, II principe Rospigliosi |                     | Caterina Vinta                 |                              |  |  |       |  |  |                      |  |  |                        |  |
|                                                        | Niccolò Pallavicini | Stefano Pallavicini            |                              |  |  |       |  |  |                      |  |  |                        |  |
|                                                        | Niccolò Pallavicini | Stefano Pallavicini            |                              |  |  |       |  |  |                      |  |  |                        |  |
|                                                        | Niccolò Pallavicini | Maddalena Grimaldi             |                              |  |  |       |  |  |                      |  |  |                        |  |
| Giovanni Stefano Pallavicini                           | Niccolò Pallavicini |                                |                              |  |  |       |  |  |                      |  |  |                        |  |
|                                                        |                     | Maria Lomellini                | Tommaso Lomellini            |  |  |       |  |  |                      |  |  |                        |  |
|                                                        |                     | Maria Lomellini                | Tommaso Lomellini            |  |  |       |  |  |                      |  |  |                        |  |
|                                                        |                     | Maria Lomellini                | Camilla Cassina              |  |  |       |  |  |                      |  |  |                        |  |
| Maria Camilla Pallavicini                              |                     | Maria Lomellini                |                              |  |  |       |  |  |                      |  |  |                        |  |
|                                                        |                     | Giacomo De Franchi Toso        | Federico De Franchi Toso     |  |  |       |  |  |                      |  |  |                        |  |
|                                                        |                     | Giacomo De Franchi Toso        | Federico De Franchi Toso     |  |  |       |  |  |                      |  |  |                        |  |
|                                                        |                     | Giacomo De Franchi Toso        | Maddalena Durazzo            |  |  |       |  |  |                      |  |  |                        |  |
| Livia de' Franchi Toso                                 |                     | Giacomo De Franchi Toso        |                              |  |  |       |  |  |                      |  |  |                        |  |
|                                                        |                     | Maria Giustiniani Longo        | Alessandro Giustiniani Longo |  |  |       |  |  |                      |  |  |                        |  |
|                                                        |                     | Maria Giustiniani Longo        | Alessandro Giustiniani Longo |  |  |       |  |  |                      |  |  |                        |  |
|                                                        |                     | Maria Giustiniani Longo        | Lelia de Franchi Toso        |  |  |       |  |  |                      |  |  |                        |  |
|                                                        |                     | Maria Giustiniani Longo        |                              |  |  |       |  |  |                      |  |  |                        |  |